# Sangue do diabo
Apesar do nome místico, o sangue do diabo é apenas uma solução avermelhada inofensiva. O nome se deve à seguinte característica dessa mistura: quando borrifada sobre um tecido branco, dá origem a uma mancha vermelha, como seria esperado; porém, após alguns minutos, essa mancha simplesmente desaparece, de modo que o tecido parece estar intacto.
Esse fenômeno, a princípio misterioso, é facilmente explicado por meio da Química. Inclusive, o sangue do diabo pode ser utilizado em experimentos de aulas sobre bases e indicadores de pH.
Outra aplicação desse fato corresponde a pegadinhas, nas quais as "vítimas" acreditam que suas roupas foram danificadas irreversivelmente, devido ao alvejamento de sangue do diabo sobre tais vestes. No entanto, acabam observando, após alguns instantes, que as manchas desaparecem espontaneamente.

## Composição
No sangue do diabo, há os seguintes componentes:
- Hidróxido de amônio;
- Fenolftaleína;
- Álcool etílico;
- Água.

O hidróxido de amônio é uma base instável em meio aquoso. Dessa maneira, quando é adicionado à água, essa substância se transforma em amônia e água.
A fenolftaleína é um indicador de pH, isto é, apresenta-se de uma forma em meio ácido e de uma maneira distinta em meios básicos. No caso da fenolftaleína, a basicidade do entorno faz que ela adquira coloração avermelhada.
A amônia, liberada a partir da decomposição do hidróxido de amônio, possui caráter básico. Dessa maneira, sua presença na solução induz a fenolftaleína a apresentar-se na cor vermelha. Daí provém a pigmentação inicial do sangue do diabo.
Além disso, para compreender as propriedades dessa solução, é preciso lembrar que a amônia é volátil, ou seja, evapora com facilidade. Assim, após o borrifamento do sangue do diabo sobre uma superfície qualquer, a amônia abandona rapidamente a mistura, pois evapora.
Devido à saída da amônia, a alcalinidade da solução diminui. Com isso, a fenolftaleína torna-se incolor, o que acarreta o desaparecimento da mancha de sangue do diabo.
A adição de álcool etílico (que é também é volátil) na mistura visa ao aumento da volatilidade da solução como um todo, de modo que, assim como a amônia, a água ali presente também evapore. Tal procedimento evita que, apesar do desaparecimento da cor vermelha indesejada no tecido, o pano continue molhado.
Portanto, graças a todos esses ingredientes, é possível que a mancha vermelha desapareça, deixando o tecido seco e sem a coloração malquista.

## Precauções
Já que a amônia oriunda do hidróxido de amônio é volátil, emana do frasco dessa substância e também do sangue do diabo o vapor de amônia. Desse modo, levando em conta o fato de que a amônia é um composto tóxico, é contraindicado que se cheire tais soluções.

## Cultura
A presença do sangue do diabo na cultura foi notada outrora em festividades carnavalescas e, na atualidade, pode ser observada em pegadinhas. Em ambos os casos, o que se faz é irritar outras pessoas a partir da "danificação" de suas roupas, por meio de respingos dessa solução. No entanto, não se causa danos às "vítimas", já que as manchas desparecem em instantes.